# 日本テクノ (電気)
日本テクノ株式会社（にほんテクノ）は、日本の電気事業会社。東京都新宿区に本社を置き、電力コンサルティングをはじめ、電力の小売り、電気保安管理サービス、電気工事、企業設備の省エネ化事業、住宅省エネ化事業など、電気に関する総合サービスを展開している。

## 業務内容
- キュービクル常時監視システム販売および電力コンサルティング
- 高圧電気設備保安管理・点検業務
- 発電・小売電気事業
- 電気料金自動検針事業
- ビジネスマッチング（M&A）に関する仲介、斡旋および支援業務